# Alphonse Massé
Pour les articles homonymes, voir Massé.

a Compétitions nationales et continentales officielles uniquement.

b Matchs officiels uniquement.
Dernière mise à jour le 14 septembre 2022.
Alphonse Massé est un joueur français de rugby à XV, né le 23 mai 1883 à Saint-Christophe-de-Double et mort le 10 juin 1953 à Saint-Laurent-Médoc ayant occupé les postes de deuxième ligne et de troisième ligne aile au Stadoceste tarbais, au Stade bordelais et en sélection nationale.

## Palmarès
- Champion de France en 1906, 1907 et 1909
- Vice-champion de France en 1908 et 1910.

## Statistiques en sélection nationale
- Septembre sélections en équipe de France :
  - 02 mars 1908 France-Galles à Cardiff
  - 30 janvier 1909 France-Angleterre à Leiscester
  - 23 février 1909 France-Galles à Colombes
  - 1er janvier 1910 France-Galles à Swansea
  - 22 janvier 1910 France-Écosse à Inverleith
  - 03 mars 1910 France-Angleterre au Parc des Princes
  - 28 mars 1910 France-Irlande au Parc des Princes.
- Sélections par années : 1 en 1908, 2 en 1909, 4 en 1910
- Tournois des Cinq Nations disputés : 1910.